# Сверадув-Здруй
Свера́дув-Здруй (пол. Świeradów-Zdrój, нем. Bad Flinsberg) — город в Польше, входит в Нижнесилезское воеводство, Любаньский повят. Имеет статус городской гмины. Занимает площадь 20,77 км². Население 4577 человек (на 2004 год).

## История
Впервые упомянутое в 1524 году, поселение, вероятно, было основано в конце XIII или начале XIV века в Нижнесилезском княжестве Явор, самом юго-западном княжестве раздробленной Польши под управлением Пястов. Самое раннее упоминание о Бад Флинсберге связано с таверной "Fegebeutel", в честь которой назвали местное поселение пастухов и лесорубов, и относится к 1337 году, а сам Бад Флинсберг впервые упомянут в документах в 1559 году.
О целебных свойствах местных минеральных источников подозревали еще в XVI веке. В 1572 году швейцарский врач Леонард Турнейссер, личный врач курфюрста Иоганна Георга Бранденбургского, впервые написал об удивительных особенностях местной воды. О них также упоминал протестантский реформатор Каспар Швенкфельд около 1600 года, а Фридерик Лука описал их в своей Силезской хронике в 1683 году. Во время Тридцатилетней войны местность подверглась сильным разрушениям, сначала со стороны имперских войск под командованием генерала Оттавио Пикколомини, а затем шведских сил при осаде замка Гриф (Greiffenstein) в деревне Прошувка.
Через сто лет владельцы земли, представители дворянского рода Шаффготшей, учредили специальную комиссию для сбора научных данных и описания целебных свойств воды в Сверадуве. Комиссия пришла к выводу, что вода "усиливает аппетит, уменьшает тошноту, облегчает состояния тревоги, заболевания желудка и печени". Развитие курорта началось в 1768 году, когда владельцы построили первый лечебный дом. Пик расцвета курорта пришелся на 1920-е годы, когда прямая железнодорожная линия до Мирска (тогда Фридеберг), открытая с 1909 года, сделала Сверадув доступным для всего мира и способствовала процветанию курорта.
Аннексированный Прусским королевством в XVIII веке, с 1816 по 1945 год поселок входил в район Лёвенберг в Силезии (нем. Landkreis Löwenberg in Schlesien). В 1945 году Сверадув был занят Красной армией, а его немецкое население выселено. После включения в состав Польши курорт возобновил свою работу 26 мая 1946 года. В этом же году Сверадуву были присвоен статус города. Он был вновь заселен поляками, большинство из которых ранее были вынуждены покинуть бывшие восточные территории Польши, аннексированные Советским Союзом. Границы города были расширены в 1973 году за счет включения соседней деревни Чернява-Здруй, ставшей новым районом.

## Курорт
Горный климат, сеть туристических и велосипедных маршрутов, а также природные лечебные ресурсы — минеральные и радоновые воды, залежи лечебной грязи — привлекают туристов и отдыхающих с XVII века, создавая условия для лечения ревматических заболеваний и болезней опорно-двигательного аппарата.
Местные целебные воды - слабоминерализованные радоновые источники, применяются как для питья, так и для ванн, а грязевые аппликации способствуют лечению ревматизма, заболеваний опорно-двигательного аппарата, сердечно-сосудистой системы и гинекологических заболеваний.
Для удобства отдыхающих были построены прогулочная галерея с экзотической растительностью, пешеходная набережная, террасы, искусственный грот и смотровая галерея на башне с часами.

## Города-побратимы
- Нове-Место-под-Смркем, Чехия

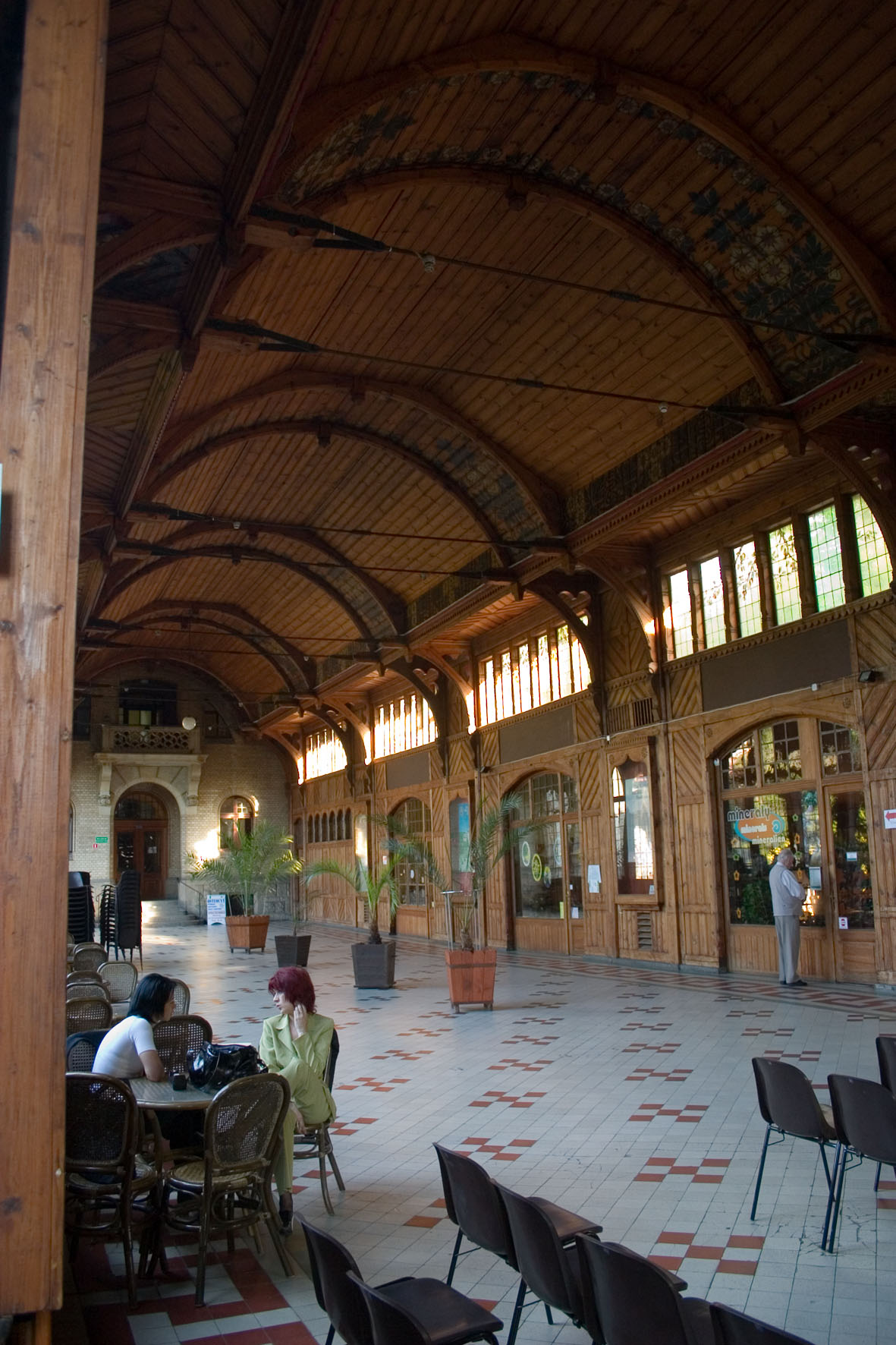
Сверадув-Здруй